# Technika macierzy rzadkich
Technika macierzy rzadkich – sposób komputerowego przetwarzania tych macierzy, wykorzystujący tylko elementy niezerowe, zarówno w sposobach przechowywania, jak i działania na tych macierzach. Praktyczne sposoby zapisywania macierzy rzadkich i operowania nimi są na ogół zróżnicowane w zależności od środków realizujących oprogramowania. 